# Carmen Farré de Prat
Carmen Farré Ors de Prat (Barcelona, 21 de julio de 1900 – Buenos Aires, 1985) fue una guitarrista, compositora y profesora de música catalana que se estableció en Argentina.  Se casó con el también guitarrista Domingo Prat.

## Biografía
Fue hija de Anna Ors i Busquets, natural de Corbera, y de Josep Farré i Pallarès, de Castellón de la Plana. Carmen recibió clases de guitarra de Lleó Farré, alumno de Francisco Tárrega, cuya familia tenía una tienda por la que pasaban los mejores instrumentistas barceloneses o de paso por Barcelona. Carme Farré decidió convertirse en guitarrista y se casó con un intérprete de guitarra, Domingo Prat, en Barcelona, en 1919.
Carmen Farré y su marido se establecieron definitivamente en Buenos Aires en 1923, y fundaron la "Academia de Guitarra Prat", un centro de enseñanza del instrumento más prestigioso del país en aquella época. En el centro se difundían los conceptos pedagógicos del manual Escuela Moderna de la Guitarra de Francisco Tárrega, y permitieron el matrimonio de formar algunos de los concertistas más famosos de Argentina de su época, como María Luisa Anido, María Angélica Funes, León Vicente Gascón, Consuelo Mallo López, Justo Morales, Irma Perazzo, Abel Fleury, Adolfo Victoriano Luna, Severo Rodríguez Falcón, Carlos Vega y Atahualpa Yupanqui.
Farré compuso varias piezas, de carácter español o argentino, que publicó la "Antigua Casa Núñez" de Buenos Aires entre 1926 y 1933. Las firmó como "Carmen F. de Prat" o "Carmen Farré de Prat".

## Obras
- Cantos argentinos (Estilo), Op. 1, para guitarra.
- El gato santiagueño, Op. 2 , para guitarra.
- Pinina, Op. 3 , para guitarra, dedicada a su hija Azucena; tuvo otra hija, Blanca.
- Martita, Andante Cantabile, Op. 4 , para guitarra.
- Billiken, vales, Op. 5 , para guitarra (Partitura ).
- Souvenir de una melodía, Op. 6 , para guitarra.
- Los Guachindangos, guajiras, Op. 7, para voz y guitarra.
- Jota aragonesa, Op. 8 , para voz y guitarra.[4]